# Aleksiej Frołow
Aleksiej Fiodorowicz Frołow (ros. Алексей Федорович Фролов, ur. 8 lipca?/21 lipca 1907 w Troicku, zm. ?) – funkcjonariusz radziecki służb specjalnych, pułkownik.

## Życiorys
Do 1924 skończył 6 klas szkoły-siedmiolatki, a 1925 szkołę fabryczną w Miassie, był uczniem ślusarza i ślusarzem w Miassie, od czerwca 1927 w WKP(b). Od września 1928 do września 1929 propagandzista rejonowego komitetu Komsomołu w Troicku, od września 1929 do września 1934 żołnierz Armii Czerwonej, technik artyleryjski, od września 1934 do lutego 1939 studiował w Akademii Artylerii im. Dzierżyńskiego w Moskwie, został intendentem 1 rangi. Od 1 lutego do 17 września 1939 szef Wydziału Specjalnego NKWD 2 Korpusu Leningradzkiego Okręgu Wojskowego, od 4 lutego 1939 kapitan bezpieczeństwa państwowego, od 17 września 1939 do 12 maja 1942 szef Wydziału Specjalnego NKWD 12 Armii Leningradzkiego/Nadbałtyckiego Okręgu Wojskowego/Frontu Wołchowskiego, w czerwcu 1941 awansowany na pułkownika Armii Czerwonej, a 15 listopada 1941 majora bezpieczeństwa państwowego. Uczestnik wojny ZSRR z Finlandią 1939-1940.
Od 12 maja do 24 czerwca 1942 szef Wydziału Specjalnego NKWD 27 Armii, od lipca do 22 października 1942 szef Wydziału Specjalnego NKWD 1 Armii Gwardii Frontu Stalingradzkiego/Frontu Dońskiego, od 22 października do 27 grudnia 1942 p.o. szefa Wydziału Specjalnego NKWD Frontu Południowo-Zachodniego. Od 14 lutego 1943 pułkownik bezpieczeństwa państwowego, od 25 lutego 1943 do sierpnia 1944 szef Wydziału Specjalnego NKWD/Wydziału Kontrwywiadu Smiersz 5 Czołgowej Armii Gwardii 2 Frontu Ukraińskiego, od kwietnia do czerwca 1944 przebywał z wojskiem ZSRR w Rumunii, od 8 września 1944 do 21 lipca 1945 zastępca szefa Wydziału Kontrwywiadu Smiersz 49 Armii 2 Frontu Białoruskiego, w tym od stycznia do czerwca 1945 dowodził grupą operacyjną NKWD 49 Armii Frontu Białoruskiego w czterech miastach w Niemczech. Na prośbę Ławrientija Canawy przeniesiony do pracy w NKGB Białoruskiej SRR, od 21 lipca 1945 do 11 grudnia 1947 szef Zarządu NKGB/MGB obwodu pińskiego, od 11 grudnia 1947 do 10 stycznia 1951 szef Zarządu MGB obwodu grodzieńskiego, od 13 stycznia do 25 grudnia 1951 zastępca ministra bezpieczeństwa państwowego Białoruskiej SRR. Od 25 grudnia 1951 do 9 czerwca 1953 zastępca pełnomocnika MGB/MWD w Niemczech, od lipca do października 1953 w rezerwie MWD ZSRR, następnie na emeryturze, 1955 był inżynierem fabryki im. Kirowa w Mińsku, 1958 wykluczony z partii.

## Odznaczenia
- Order Lenina (30 grudnia 1948)
- Order Czerwonego Sztandaru (trzykrotnie - 1943, 21 kwietnia 1945 i 24 listopada 1950)
- Order Czerwonej Gwiazdy (dwukrotnie - 26 kwietnia 1940 i 3 listopada 1944)
- Odznaka "Zasłużony Funkcjonariusz NKWD" (2 lutego 1942)
- Medal za Odrę, Nysę, Bałtyk
- Medal za Warszawę 1939–1945

I 5 medali ZSRR.